# Xylocopa amamensis
Xylocopa amamensis är en biart som beskrevs av Jinhaku Sonan 1934. Xylocopa amamensis ingår i släktet snickarbin, och familjen långtungebin. Inga underarter finns listade i Catalogue of Life.